# Козиця піренейська
Козиця піренейська (Rupicapra pyrenaica) — вид ссавців з роду Козиця (Rupicapra), поширений в південно-західній Європі.

## Поширення
Країни поширення: Андорра, Франція, Італія, Іспанія. Висотний діапазон проживання: 400-2,800 м над рівнем моря.

## Стиль життя
Зустрічається в альпійських луках, кам'янистих ділянках, лісових долинах і нижніх частинах схилів в гірських районах. Цей вид в цілому залишається на рівні вище 1800 метрів на альпійських луках у теплі місяці року. В кінці осені і взимку, як відомо, сходять нижче 1100 метрів. В останні роки деякі групи тварин почали постійно населяти ліси. Самиці живуть в групах з молодими тваринами, в той час як самці живуть більшу частину року одинаками. Харчуються травами, мохами, лишайники та іншим рослинним кормом. Після 170-денної вагітності, самиця народжує навесні, як правило, одне маля; двійня і трійня рідкісні.

## Морфологія

### Морфометрія
Висота в холці: 760-810 мм, довжина голови й тіла: 900-1300 мм, довжина хвоста: 30-40 мм, вага: 24-50 кг.

### Опис
Волосся літнього хутра лише 40 мм довжиною, рудувато-коричневе. Зимове хутро утворене довгим і товстим покривним волоссям довжиною 100—200 мм і пухнастим підшерстям. Зимове хутро чорнувато-коричневе з великими булими площами на шиї, плечах, боках. Тонкі чорні роги 152—203 мм завдовжки є в обох статей. 

## Галерея

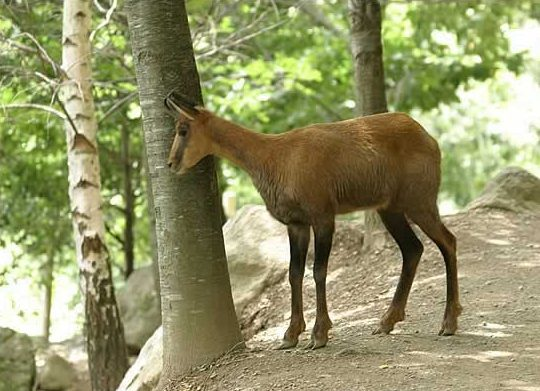
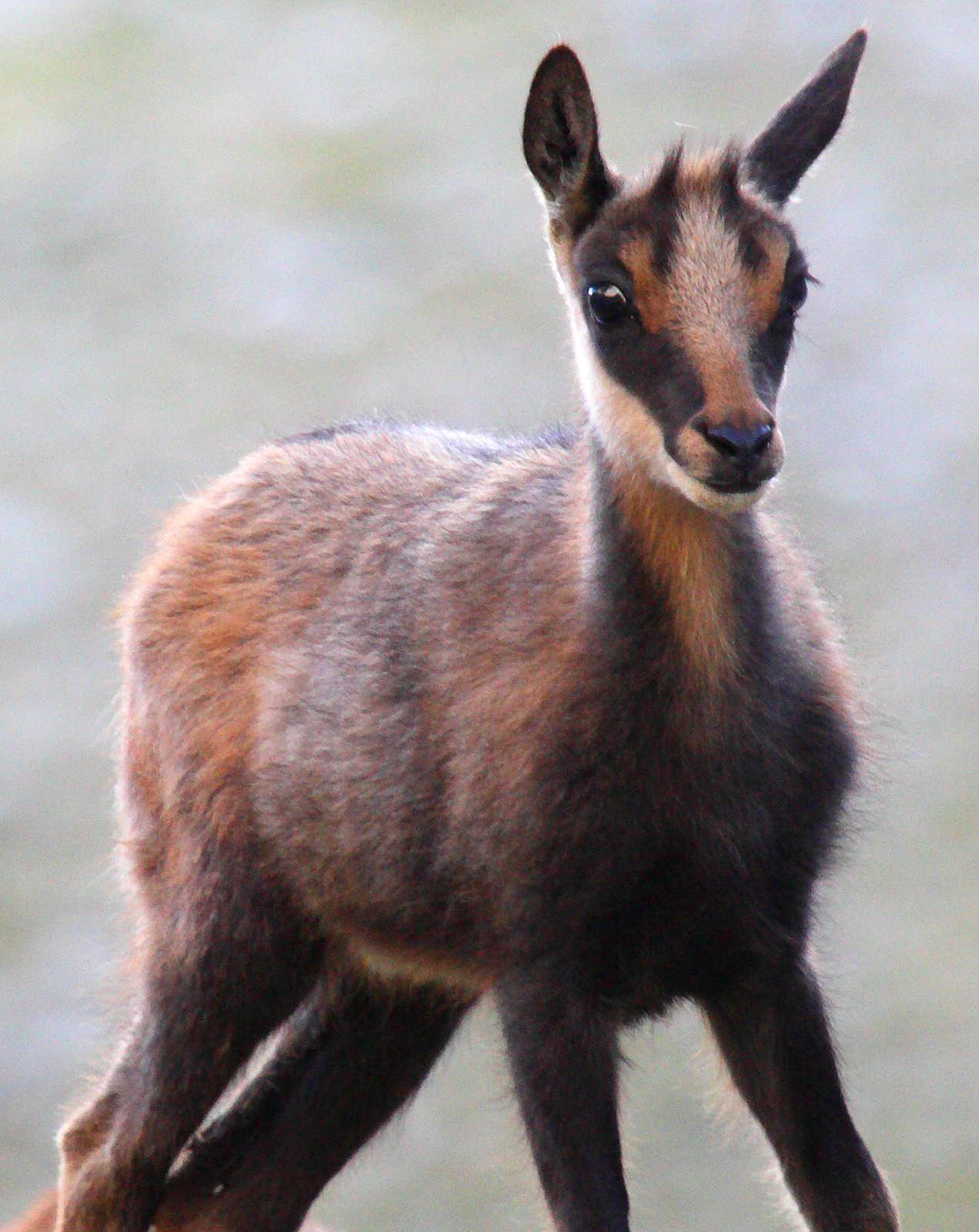
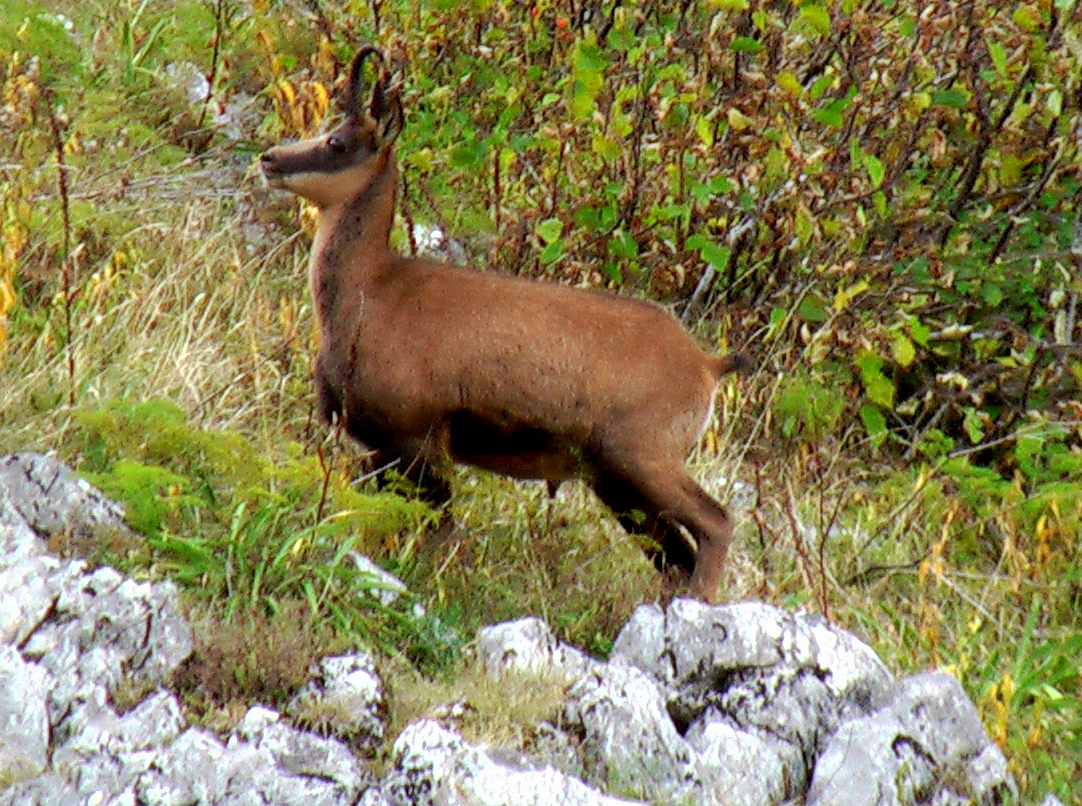
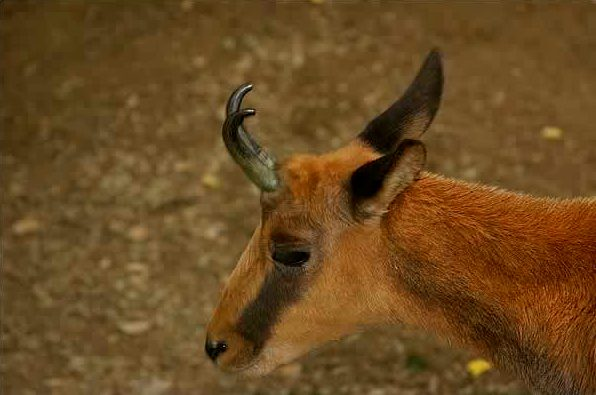

## Підвиди
Rupicapra pyrenaica
- Rupicapra pyrenaica pyrenaica
- Rupicapra pyrenaica ornata
- Rupicapra pyrenaica parva